# 赵向奎
赵向奎，山西闻喜人，是一名清朝政治人物。举人出身。
赵向奎曾于1723年接替胡学成任嘉定县知县一职，1727年由朱尔介接任。